# Gunner
Gunner (ur. około lipca 1941) – pies rasy kelpie, maskotka żołnierzy Royal Australian Air Force (RAAF), znany z jego znakomitego słuchu który pozwalał mu na wczesne wykrywane japońskich nalotów na Darwin w okresie II wojny światowej.

## Historia
Sześciomiesięczny czarno-biały samiec rasy kelpie został znaleziony ze złamaną przednią nogą w zniszczonej po japońskim nalocie stołówce w bazie RAAF Base Darwin.  Pies został zawieziony do szpitala gdzie lekarz odmówił opatrzenia go bez znajomości jego imienia i numeru ewidencyjnego.  Żołnierze RAAF-u którzy przywieźli psa do szpitala wymyślili na poczekaniu, że ma on na imię Gunner (najniższy stopień wojskowy, odpowiednik polskiego bombardiera) i numer ewidencyjny 0000, po czym pies został opatrzony.  Jeszcze w tym samym dniu Gunner został oficjalnie zapisany do RAAF-u.
Opiekę nad psem przyjął szeregowy Percy Westcott, jeden z dwóch żołnierzy którzy go znaleźli.  Początkowo Gunner był bardzo straumatyzowany przeżytym bombardowaniem ale szybko doszedł do siebie.  Tydzień po pierwszym nalocie Gunner po raz pierwszy pokazał jego niezwykle wyczulony słuch.  Nagle zaczął zachowywać się bardzo nerwowo, piszczeć i podskakiwać.  Wkrótce po tym nad Darwin nadleciały japońskie samoloty które je zbombardowały i ostrzelały z broni pokładowej.
Sytuacja powtórzyła się dwa dni później, kiedy Gunner ponownie zaczął zdradzać oznaki zdenerwowania jakiś czas przed pojawieniem się japońskich samolotów zanim zostały one jeszcze dostrzeżone czy usłyszane przez ludzi.  W następnych miesiącach Gunner zawsze bezbłędnie przewidywał przybycie japońskich samolotów zanim włączano syreny alarmowe sygnalizujące nalot.  Gunner nigdy nie denerwował się przy starcie czy lądowaniu alianckich samolotów, jego nerwową reakcję wywoływał tylko dźwięk nadciągającego japońskiego nalotu.  Słuch Gunnera był tak dobry, że potrafił on przewidzieć japoński nalot 20 minut wcześniej niż był on zauważany na radarze. Z czasem zaczęto całkowicie polegać na zachowaniu Gunnera i rozpoczynano nadawać sygnał nalotu kiedy tylko zaczynał on pokazywać pierwsze oznaki zaniepokojenia.
Gunner sypiał pod łóżkiem swego opiekuna, kąpał się razem z innymi żołnierzami, wspólnie z nimi się stołował, a nawet chodził z nimi do kina, latał także jako pasażer w samolotach. W późniejszym okresie wojny Westcott został przeniesiony do Melbourne, ale Gunner pozostał w Darwin.  Dalsze jego losy nie są znane.